# Казе ди Бонавентура (Терамо)
Казе ди Бонавентура (итал. Case di Bonaventura) је насеље у Италији у округу Терамо, региону Абруцо.
Према процени из 2011. у насељу је живело 48 становника. Насеље се налази на надморској висини од 188 м.